# Верхняя Кедра
 Верхняя Кедра  — деревня в Афанасьевском районе Кировской области в составе Пашинского сельского поселения.

## География
Расположена на расстоянии примерно 10 км на юг по прямой от райцентра поселка Афанасьево на левобережье реки Кама.

## История
Известна с 1891 года как починок Верх-Кедринский, в 1926 дворов 8 и жителей 40 (34 «пермяки»), в 1950 13 и 53, в 1989 47 жителей.  Настоящее название утвердилось с 1950 года.  

## Население
Постоянное население составляло 35 человек (русские 100%) в 2002 году, 22 в 2010.